# Margit Sielska-Reich
Margit Sielska-Reich (en ukrainien Марія Сельська), née le 26 mai 1900 à Kolomya en Ukraine, morte le 3 février 1980 à Lviv, est une peintre polono-ukrainienne œuvrant à Lviv,.

## Biographie
Elle naît le 26 mai 1900 à Kolomya dans l'oblast d'Ivano-Frankivsk, en Ukraine. Elle entreprend des études artistiques et commence à étudier la peinture à l'Académie libre des beaux-arts de Lviv avec Leonard Podhorodecki, Feliks Michał Wygrzywalski et Edward Pietsch. De 1920 à 1922, elle poursuit ses études à l'Académie des Beaux-Arts de Cracovie avec Ignacy Pieńkowski, Władysław Jarocki et Henryk Kunzek. Elle expose pour la première fois à Lviv en 1924, au Salon du printemps du Palais des Arts. Elle étudie ensuite, à partir de 1925, à l'Académie des Beaux-Arts de Vienne puis à Paris dans les ateliers des peintres Fernand Léger et Amédée Ozenfant. Fixée à Paris en 1925, elle expose au Salon des indépendants en 1926. Les œuvres de Fernand Léger influencent fortement sa peinture. À Paris, elle rencontre son futur mari, un peintre de Lviv, Roman Sielski. En 1929, elle revient avec lui à Lviv. Avec son mari, elle est la cofondatrice de l'Association des artistes et designers Artes. De 1930 à 1932, ils participent à douze expositions à Lviv, Tarnopol, Stanisławów, Varsovie, Cracovie et Łódź.
L'influence du surréalisme est manifeste dans ses peintures. Elle collabore avec le mensuel de gauche Sygnały. En 1937, elle visite de nouveau Paris. Elle retourne ensuite à Lviv, où elle passe le début de la Seconde Guerre mondiale. En 1942, elle est arrêtée par la Gestapo, avec son père, son frère et sa femme, et emmenée dans le ghetto de Lviv. Elle réussit à survivre en se cachant dans l'atelier du peintre Sascha Wynnytzky .
Après la guerre, elle reste avec son mari à Lviv. La plupart de ses œuvres se trouvent dans cette ville, dans des musées et des collections privées.
Margit Sielska-Reich meurt à Lviv le 3 février 1980. Elle est enterrée au cimetière de Lyczakowski.